# 珠海市人民政府
珠海市人民政府，简称珠海市政府，是中华人民共和国广东省珠海市的地方国家行政机关，办公地点位于广东省珠海市香洲区人民东路2号。

## 职权
根据《中华人民共和国地方各级人民代表大会和地方各级人民政府组织法》第七十三条，县级以上的地方各级人民政府行使下列职权：
1. 执行本级人民代表大会及其常务委员会的决议，以及上级国家行政机关的决定和命令，规定行政措施，发布决定和命令；
2. 领导所属各工作部门和下级人民政府的工作；
3. 改变或者撤销所属各工作部门的不适当的命令、指示和下级人民政府的不适当的决定、命令；
4. 依照法律的规定任免、培训、考核和奖惩国家行政机关工作人员；
5. 编制和执行国民经济和社会发展规划纲要、计划和预算，管理本行政区域内的经济、教育、科学、文化、卫生、体育、城乡建设等事业和生态环境保护、自然资源、财政、民政、社会保障、公安、民族事务、司法行政、人口与计划生育等行政工作；
6. 保护社会主义的全民所有的财产和劳动群众集体所有的财产，保护公民私人所有的合法财产，维护社会秩序，保障公民的人身权利、民主权利和其他权利；
7. 履行国有资产管理职责；
8. 保护各种经济组织的合法权益；
9. 铸牢中华民族共同体意识，促进各民族广泛交往交流交融，保障少数民族的合法权利和利益，保障少数民族保持或者改革自己的风俗习惯的自由，帮助本行政区域内的民族自治地方依照宪法和法律实行区域自治，帮助各少数民族发展政治、经济和文化的建设事业；
10. 保障宪法和法律赋予妇女的男女平等、同工同酬和婚姻自由等各项权利；
11. 办理上级国家行政机关交办的其他事项。

## 机构设置
珠海市人民政府设置下列机构：
- 珠海市政府办公室
- 珠海市发展改革局
- 珠海市教育局
- 珠海市科技创新局
- 珠海市工业和信息化局
- 珠海市公安局
- 珠海市民政局
- 珠海市司法局
- 珠海市财政局
- 珠海市人力资源社会保障局
- 珠海市自然资源局
- 珠海市生态环境局
- 珠海市住房城乡建设局
- 珠海市交通运输局（市港口管理局）
- 珠海市水务局
- 珠海市农业农村局
- 珠海市商务局
- 珠海市文化广电旅游体育局
- 珠海市卫生健康局
- 珠海市退役军人事务局
- 珠海市应急管理局
- 珠海市审计局
- 珠海市政府国有资产管理委员会
- 珠海市市场监督管理局
- 珠海市政务服务数据管理局
- 珠海市统计局
- 珠海市医疗保障局
- 珠海市城市管理综合执法局
- 珠海市信访局
- 珠海市海洋发展局

## 现任领导
| 姓名   | 职务                  | 政党         | 出生年月           | 籍贯           | 性别 | 民族   | 其他职务 |
| ------ | --------------------- | ------------ | ------------------ | -------------- | ---- | ------ | --- |
| 吴泽桐 | 市长 党组书记         | 中国共产党   | 1980年1月（45歲）  | 广东汕头       | 男   | 汉族   | 中国共产党广东省委员会委员 中国共产党珠海市委员会副书记                                                             |
| 杨川   | 常务副市长 党组副书记 | 中国共产党   | 1969年3月（56歲）  | 四川通江       | 男   | 汉族   | 中国共产党珠海市委员会常委                                                                                          |
| 覃春   | 党组成员              | 中国共产党   | 1977年2月（48歲）  | 湖北长阳       | 男   | 土家族 | 中国共产党珠海市委员会常委 中国共产党珠海市委员会组织部部长 中国共产党珠海市委员会党校校长                          |
| 晁桂明 | 副市长 党组成员       | 中国共产党   | 1972年4月（53歲）  |                | 男   | 汉族   | 教育部发展规划司副司长 中国共产党珠海市委员会常委                                                                   |
| 胡新天 | 副市长 党组成员       | 中国共产党   | 1970年1月（55歲）  | 黑龙江哈尔滨   | 男   | 汉族   | |
| 乔雷   | 副市长 党组成员       | 中国共产党   | 1970年4月（55歲）  | 天津           | 男   | 汉族   | 中国共产党珠海市委员会政法委员会第一副书记 中国共产党珠海市公安局委员会党委书记 珠海市公安局局长 珠海市公安局督察长 |
| 黄振球 | 副市长                | 中国民主同盟 | 1972年9月（52歲）  | 广东廉江       | 男   | 汉族   | 珠海市残疾人联合会主席团主席                                                                                        |
| 苏虎   | 副市长 党组成员       | 中国共产党   | 1968年2月（57歲）  | 内蒙古呼和浩特 | 男   | 蒙古族 | |
| 文华   | 秘书长                | 中国共产党   | 1971年11月（53歲） | 湖南湘乡       | 男   | 汉族   | 中国共产党珠海市人民政府机关党组书记 珠海市人民政府办公室主任                                                       |

## 历任市長
- 吴健民（1980年11月－1982年7月）
- 凌伯棠（1982年7月－1983年10月）
- 梁广大（1983年10月－1995年11月）
- 黄龙云（1995年11月－2000年10月）
- 方旋（2000年10月－2002年9月）
- 王顺生（2002年9月－2007年1月）
- 钟世坚（2007年1月－2011年10月）
- 何宁卡（2011年10月－2015年1月）
- 江凌（2015年1月－2016年4月）
- 郑人豪（2016年4月－2017年3月15日）
- 李泽中（2017年5月13日－2017年9月2日）
- 姚奕生（2017年9月18日－2021年5月12日）
- 黃志豪（2021年6月3日－2024年12月8日）
- 吴泽桐（2024年12月8日至今）